# Julián Azaad
Julián Amado Azaad (Cerrito (Entre Ríos), 26 de dezembro de 1990) é um jogador de vôlei de praia argentino medalhista de bronze nos Jogos Pan-Americanos de 2019 no Peru.

## Carreira
Estreou no Circuito Mundial em 2012 ao lado do veterano Martín Conde no qualificatório para o Aberto de Brasília. A partir de 2013 e meados de 2014 atuou ao lado de Ian Mehamed, disputaram o Circuito Sul-Americano de 2013, na ocasião conquistaram o vice-campeonato na etapa de Viña del Mar e bronze na etapa de Girardote terminaram na décima sétima posição no Grand Slam de Corrientes (cidade) e em nono no Aberto de Anapa, como melhores resultados da temporada co circuito mundial.
Em 2014 competiu no no Circuito Sul-Americano o terceiro lugar na etapa de Macaé, o título conquistaram na etapa realizada em Viña del Mar e foram semifinalistas na etapa de Montevidéu; ainda nesta jornada, disputou ao lado de Pablo Bianchi  a edição dos Jogos Sul-Americanos de Praia sediado em La Guaira, obtendo a medalha de prata e foram campeões na etapa de Damp do circuito alemão de vôlei de praia de 2014.
Ainda em 2014 conquistou com Pablo Bianchi o vice-campeonato na sétima etapa do Circuito Sul-Americano realizada em São Miguel de Tucumã, e como melhor desempenho em sete participações no Circuito Mundial da temporada destacam-se os nonos lugares nos Abertos de Puerto Vallarta e Paraná (Argentina).Em 2015 esteve  com Santiago Aulisi conquistou o título na etapa realizada em Punta Negra (distrito) e vice-campeonato na etapa de Cochabamba de  pelo Circuito Sul-Americano.
No ano de 2015 volta a formar dupla com Pablo Bianchi disputaram o Campeonato Mundial de Haia, finalizando na trigésima sétima posição, e em quatro eventos do Circuito Mundial, alcançaram a trigésima terceira posição com melhor desempenho no Grand Slam de Moscou e no Major Series de Gstaad; e pelo  Circuito Sul-Americano (Final) realizado em Maturín finalizaram na quarta posição.E ainda pelo circuito mundial de 2015 competiu com Santiago Aulisi nos Abertos de Puerto Vallarta e Rio de Janeiro, obtendo o décimo sétimo posto.
Nas competições de 2016 esteve ao lado de Pablo Bianchi em quatro etapas do circuito mundial, terminando em décimo sétimo lugar na etapa de Fortaleza; e no Circuito Sul-Americano da temporada citada, conquistou o título em [Coquimbo]],  vice-campeões em Ancón (distrito) e Assunção, quinto lugar  em Cartagena das Índias, quarto lugar na quinta etapa em Buenos Aires, terceiro na sexta etapa em Buenos Aires, e foram vice-campeões na Finals CSVP en La Tioja, além do quarto lugar na CSV Continental CUP em Santiago.
A partir de 2017 passa a compor dupla ao lado de Nicolás Capogrosso, sendo quintos colocados em Coquimbo e San Fernando de Apure, sagrando-se campeão da etapa de Lima e terceiro lugar no Grand Slam de Rosario do Circuito Sul-Americano, obtiveram o bronze na CSVP Finals realizada em Maringá; disputaram o Campeonato Mundial de Viena terminando na trigésima terceira posição, mesmo posto obtido nos torneios tres estrelas de Moscou e Haia, estiveram no qualificatório dos torneios cinco estrelas de Porec e Gstaad e foram nonocos colocados no torneio quatro estrelas de Olsztyn.Pelo Circuito Alemão de 2017 terminara na sétima posição em Kühlungsborn e no Circuito Checo do mesmo ano, foram campeões na etapa de Uherské Hradiště.
Na temporada de 2018 continuaram juntos e disputaram oito etapas do circuito mundial, destacando-se o décimo terceiro posto na etapa de Huntington Beach, a nona colocação no quatro estrelas de Itapema e terceiro lugar no dois estrelas de Agadir; já pelo Circuito Sul-Americano foram campões em Nova Viçosa e Montevidéu, vice-campeões em Coquimbo, Cañete e Santa Cruz de Cabrália, além do quarto posto em Rosario e na CSVP Finals realizada em Resistência (Chaco).
No período de 2019 permanece com o mesmo parceiro e disputaram  cinco etapas do circuito mundial, como melhor resultado tiveram  décimo sétimo posto no torneio quatro estrelas de Warsaw e na edição do Campeonato Mundial de Hamburgo finzaliram novamente em trigésimo sétimo; já no Circuito Sul-Americano sagram-se vice-campeões São Francisco do Sul e Coquimbo, terceiro colocados em Lima, obtiveram título do CSV Continental Cup na etapa de Mar del Plata, conquistou a medalha de prata Jogos Sul-Americanos de Praia realizados em Rosário e foram medalhistas de bronze nos Jogos Pan-Americanos de 2019 de Lima.
Em 2020 ratificam a mesma formação de dupla, finalizando pelo Circuito Sul-Americano na quarta posição na etapa de Coquimbo, vice-campeões em Lima e  campeões do CSVP Finals de 2019-20 em Santiago. No Circuito Sul-Americano 2021-22 conquistaram o vice-campeonato em Santiago; terminaram pelo Circuito Mundial nos tres eventos quatro estrelas realizados em Cancún na trigésima terceira posição, na mesma categoria em décimo sétimo lugar em Sochi e quadragésimo primeiro posto em Ostrava, obtiveram em junho de 2021 a qualificação para os Jogos Olímpicos de Verão de 2020 no CSV Final Continental Cup realizado em Santiago, ao vencer tal evento.

## Títulos e resultados
- Torneio 2* de Agadir do Circuito Mundial de Vôlei de Praia:2018
- Etapa Finals de Resistência (Chaco) do Circuito Sul-Americano de Vôlei de Praia:2018
- Etapa Finals de Maturín do Circuito Sul-Americano de Vôlei de Praia:2015